# Thế Lạc Bình
| Hệ/ Kỷ                               | Thống/ Thế   | Bậc/ Kỳ      | Tuổi (Ma) | Tuổi (Ma) |
| ------------------------------------ | ------------ | ------------ | --------- | --------- |
| Trias                                | Hạ/Sớm       | Indu         | trẻ hơn   | trẻ hơn   |
| Permi                                | Lạc Bình     | Trường Hưng  | 251.902   | 254.14    |
| Permi                                | Lạc Bình     | Ngô Gia Bình | 254.14    | 259.1     |
| Permi                                | Guadalupe    | Capitan      | 259.1     | 265.1     |
| Permi                                | Guadalupe    | Word         | 265.1     | 268.8     |
| Permi                                | Guadalupe    | Road         | 268.8     | 272.95    |
| Permi                                | Cisural      | Kungur       | 272.95    | 283.5     |
| Permi                                | Cisural      | Artinsk      | 283.5     | 290.1     |
| Permi                                | Cisural      | Sakmara      | 290.1     | 295.0     |
| Permi                                | Cisural      | Assel        | 295.0     | 298.9     |
| Carbon                               | Pennsylvania | Gzhel        | già hơn   | già hơn   |
| Phân chia kỷ Permi theo ICS năm 2017 |              |              |           |           |

Trong niên đại địa chất, thế Lạc Bình (Loping) là thống/thế thứ ba và là cuối cùng của kỷ Permi của đại Paleozoi thuộc liên đại Phanerozoi.
Biểu đồ Địa tầng Quốc tế (v2018/07) cung cấp niên đại là 259,1 ± 0,5 Ma BP (Mega annum before present: triệu năm trước). Nếu GSSP (Global Boundary Stratotype Section and Point) phê duyệt, thì ranh giới dưới của giai đoạn sớm nhất sẽ xác định tuổi số của kỳ. GSSP xác định cho Tầng Ngô Gia Bình có tuổi là 259,8 ± 0,4 Ma.
Thế Lạc Bình thường đồng nghĩa với các thuật ngữ không chính thức là Permi muộn hoặc Permi thượng. Tên gọi của thế do Amadeus William Grabau đưa ra năm 1931 theo địa danh Lạc Bình ở Giang Tây, Trung Quốc.
Thế Lạc Bình được chia thành ba giai đoạn.
1. Kỳ Trường Hưng (Changhsing) từ 254,14 đến 251,902 Ma
2. Kỳ Ngô Gia Bình (Wuchiaping) từ 259,1 đến 254,14 Ma

Thế Lạc Bình kết thúc với Sự kiện tuyệt chủng kỷ Permi–kỷ Trias.